# Opočno (přírodní památka)
Opočno je přírodní památka jižně od stejnojmenného města v okrese Rychnov nad Kněžnou. Oblast spravuje Krajský úřad Královéhradeckého kraje. Většina chráněného území se nachází uvnitř opočenské obory, kam je vstup veřejnosti umožněn pouze v otevírací hodiny obory, část přírodní památky je tvořena částí opočenského zámeckého parku. Území je zároveň chráněno jako evropsky významná lokalita soustavy Natura 2000.
Předmětem ochrany je podpora a stabilizace populace evropsky významných a silně ohrožených živočišných druhů – páchníka hnědého (Osmoderma eremita) a roháče obecného (Lucanus cervus) – včetně aktivní ochrany jejich biotopu a podpora jejich dalšího šíření na lokalitě.

## Galerie

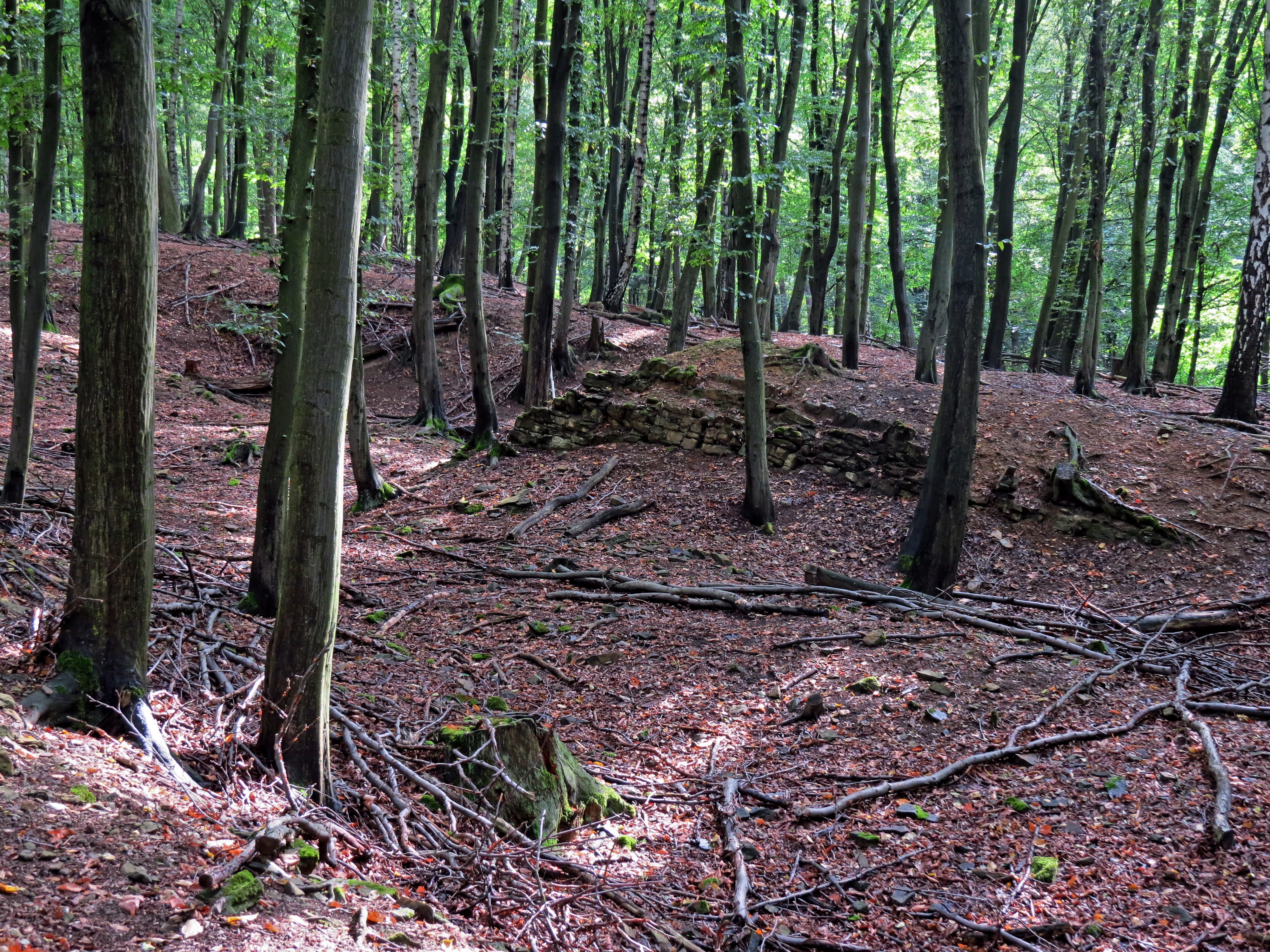
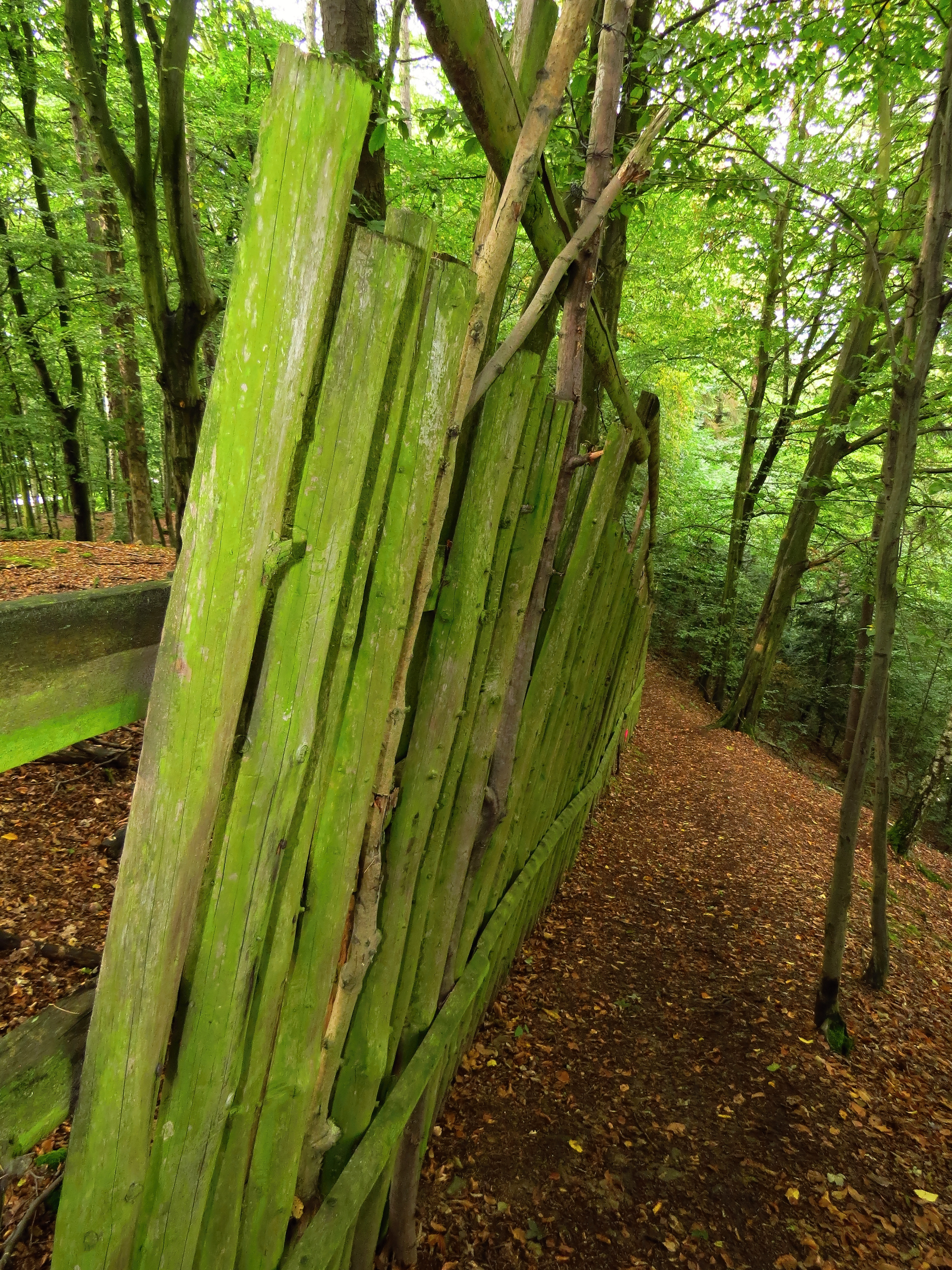
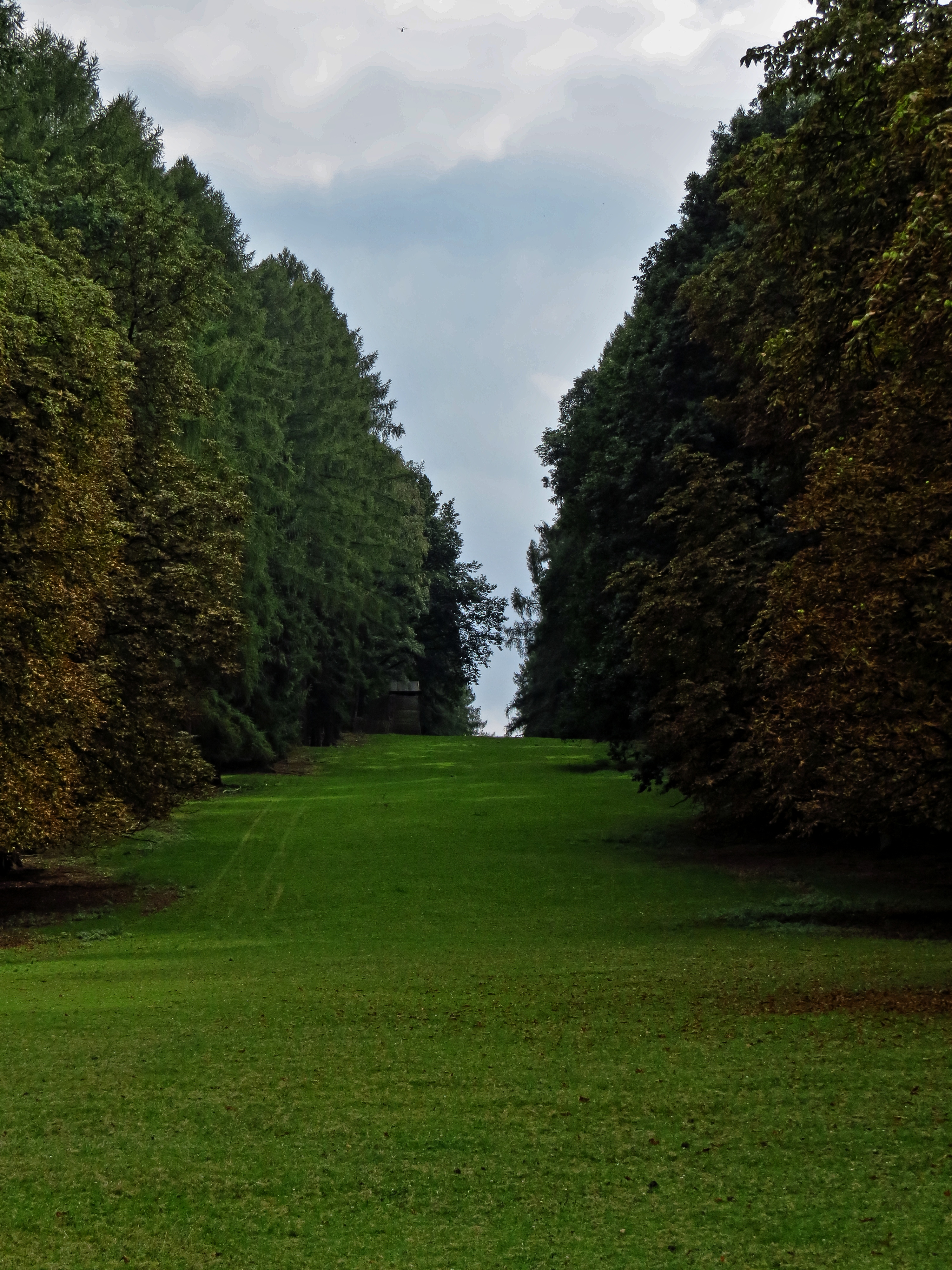
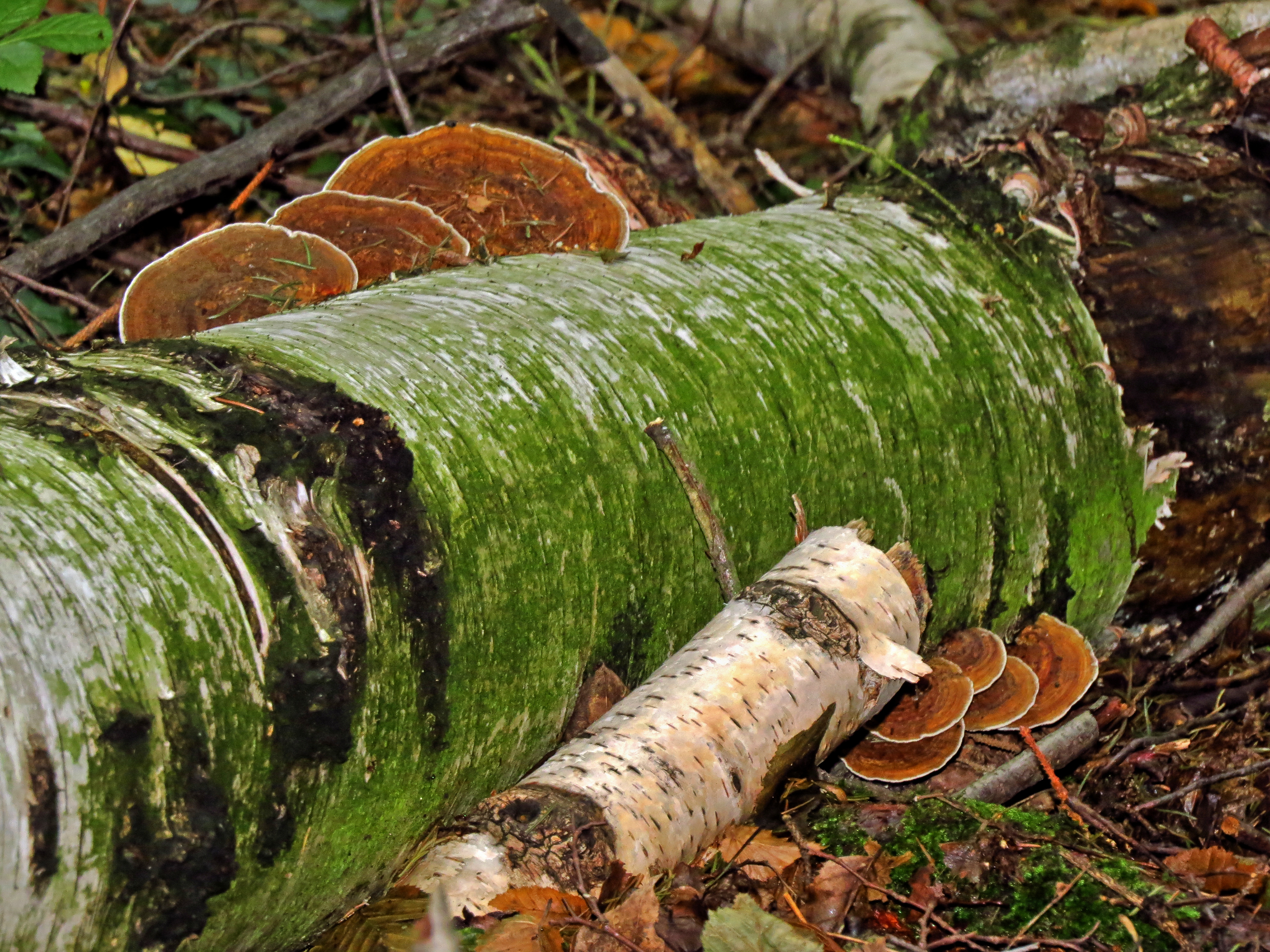
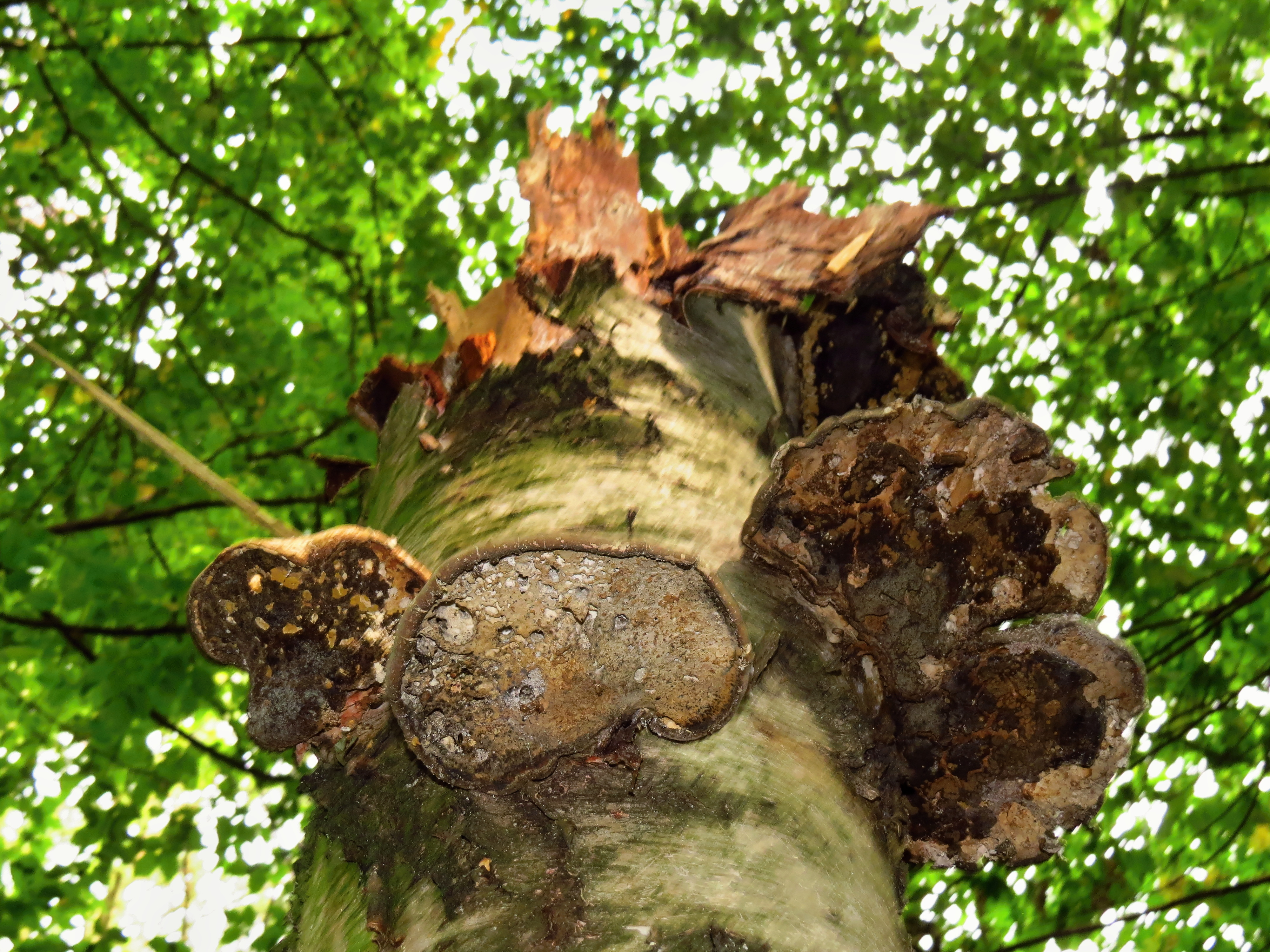